# NGC 7715
NGC 7715 is een onregelmatig sterrenstelsel in het sterrenbeeld Vissen. Het hemelobject werd op 4 november 1850 ontdekt door de Ierse astronoom William Parsons.

## 16 Piscium
Amateurastronomen die per telescoop op zoek willen gaan naar het stelsel NGC 7715 kunnen gebruik maken van de gidsster 16 Piscium (magnitude 6) die zich, vanaf de Aarde gezien, net ten zuidzuidoosten van het koppel NGC 7714 en NGC 7715 bevindt. Deze gidsster behoort echter toe aan het melkwegstelsel en vormt slechts schijnbaar het derde component van deze drieledige groep.

## Synoniemen
- UGC 12700
- KCPG 587B
- MCG 0-60-18
- Arp 284
- ZWG 381.12
- VV 51
- PGC 71878